# 石井正勝
石井 正勝（いしい まさかつ、1924年2月13日 - ）は、日本の経営者。東京建物社長、会長を務めた。

## 来歴・人物
東京都出身。1951年に東京大学法学部を卒業し、同年に富士銀行に入行。1977年12月に取締役に就任し、1981年12月に常務を経て、1985年3月には東京建物専務に就任し、1987年3月に副社長を経て、1989年3月に社長に就任。1995年3月に会長に就任し、1996年2月に相談役を経て、1999年6月に相談役に就任し、2001年3月には特別顧問に就任。